# Marija Ružička-Strozzi
Marija Ružička-Strozzi (Litovel, 3. kolovoza 1850. – Zagreb, 27. rujna 1937.), hrvatska glumica, znamenita tragetkinja.

## Životopis
Trećega kolovoza 1850. u moravskom gradiću Litovelu rodila se Marija Terezija Ružička, kći Terezije Mauler i glazbenika Leopolda Ružičke, kojeg je glumac Josip Freudenreich ubrzo preporučio Dimitriju Demetru za zagrebački kazališni orkestar, te Marija s četiri mjeseca dolazi u Hrvatsku. Pohađajući njemačku školu kod opatica Marija prvi put nastupa u samostanskim svečanostima, a s petnaest godina majka je upisuje na pjevački tečaj Glazbenog zavoda gdje pjevački pedagog Lichtenegger s njom vježba teške dramskosopranske dionice pripremajući je za Bečki konzervatorij, no zbog preforsiranosti na jednoj predstavi gubi glas. No, Josip Freudenreich počeo ju je podučavati glumi i ona 2. siječnja 1868. debitira u ulozi Jeane d’Eyre u drami Lowoodska sirota Charlotte Birsch Pfeiffer, te već s debijem osvaja hvalospjeve kritike. 
U dvadeset prvoj godini udaje se za markiza Ferdinanda de Strozzija, potomka stare firentinske obitelji, s kojim je imala osmero djece, nastupajući u steznicima sve do porođaja skrivajući trudnoću od kazališnih uprava. Njezin nerazdvojni partner bio je Andrija Fijan, s kojim je nastupala u trideset i tri sezone. Iako je nakon sjajne audicije pozvana u bečki Burgtheater, ostaje vjerna Zagrebu, provodivši noći u učenju brojnih uloga, ali gostuje u Pragu, Brnu, Sofiji i cijeloj Hrvatskoj, ne zaboravljajući riječi Josipa Jurja Srossmayera "Ponesi našu riječ što dalje", pa tako hrabro nastupa u Zadru, gdje su joj talijanaši prijetili ako na sceni progovori hrvatski. Godine 1905. tijekom gostovanja u Sofiji umire njezin suprug, a na sprovodu zajedno koračaju dvojica nerazdvojnih prijatelja, trinaestogodišnjaci Tito Strozzi i Miroslav Krleža.
Godine 1909., dan prije gostovanja Sare Bernhardt u Zagrebu, dobiva zadatak da odigra istu ulogu u Sardouovu komade Vještice i prema priznanju kritike nadmašuje ostarjelu francusku divu. Kad joj je sin Tito prije Prvog svjetskog rata htio napustiti Zagreb i graditi karijeru u Beču, ona mu zgranuta piše, na njemačkom: "Tito, ti kao Hrvat namjeravaš svoju domovinu tako lakomisleno napustiti?". Glumi čak i u osamdesetim godinama života, odigravši svoje posljednje uloge u Freudenreichovim Graničarima i Tolstojevu Uskrsnuću, a umire 27. rujna 1937. godine. Na pozornici je nastupala neprekinutih 68 godina, sve do 1936. godine. Lik Marije Ružička-Strozzi ovjekovječen je na svečanom zastoru Hrvatski preporod Vlaha Bukovca, a bila je jedina scenska umjetnica kojoj je još za života postavljena bista u HNK u Zagrebu.

## Vanjske poveznice
- O obitelji Strozzi – Papandopulo u Sušačkoj reviji
- Stoljeće jedne dinastije  Arhivirana inačica izvorne stranice od 4. ožujka 2016. (Wayback Machine)